# Fantesca che porge una lettera alla signora

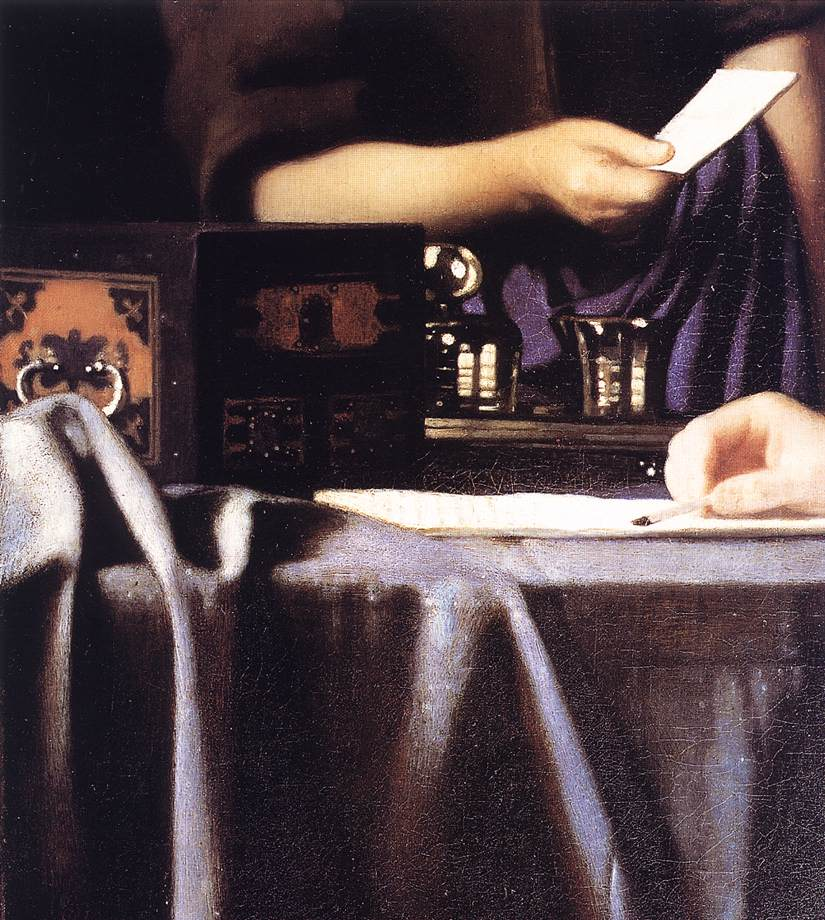
Dettaglio

La Fantesca che porge una lettera è un dipinto a olio su tela (90,2x78,7 cm) di Jan Vermeer, databile al 1667 circa e conservato nella Frick Collection di New York.

## Storia
Assieme a molte opere del pittore anche questo dipinto è in tutta probabilità citato nell'inventario dell'asta tenutasi ad Amsterdam il 16 maggio 1696, al numero 7, come: «una giovane dama alla quale una cameriera consegna una lettera. Del suddetto. Prezzo: fiorini 70.0». Questa descrizione potrebbe riferirsi anche alla Lettera d'amore del Rijksmuseum di Amsterdam, sebbene in quella tela la missiva è già consegnata.
Passò per varie collezioni europee, finché nel 1919 non entrò in quella Frick. Fu una delle ultime acquisizioni fatte personalmente dal fondatore della collezione poco prima della morte, e rientrava nel gruppo delle sue preferite.

## Descrizione
Una cameriera si avvicina alla padrona per porgerle una lettera e questa, seduta a un tavolino, interrompe la scrittura e ha un gesto di sorpresa, posando la penna, guardando la domestica e portando una mano al mento.
Come in molti dipinti di Vermeer, il soggetto è ricorrente e in un ambiente chiuso: ragazze o dame che suonano musica, scrivono o leggono lettere, compiono piccole azioni banali e quotidiane come versare dell'acqua da una brocca. In questo caso, il semplice fatto di ricevere della posta viene fermato in un momento di complicità: la domestica sembra conscia dell'importanza della lettera e la accompagna con qualche parola che sembra interessare molto alla signora.
La figura della donna è ispirata forse a quella della moglie di Vermeer, presente anche in altri dipinti: porta un elaborato chignon a treccia, riccioli cadenti sulle tempie, perle agli orecchi e al collo e una casacca di raso giallo bordata di ermellino che davvero appartenne alla signora Vermeer, come dimostra un inventario pervenutoci. La luce fredda che le illumina il volto è analoga a quella della Ragazza con velo.
Sul tavolo, coperto da un drappo azzurro, stanno gli strumenti per scrivere e il cofanetto che deve contenerli: foglio, penna e, su un vassoio, boccetta di inchiostro e calamaio, questi ultimi accesi da riflessi luminosi che ne rivelano la lucidità del materiale, forse peltro e vetro.
Lo sfondo praticamente uniforme e buio e la mancanza delle rifiniture e dei particolari tanto cari a questo artista nel corpo e sulla testa della dama ci fanno capire che questo lavoro, eseguito a pochi anni dalla morte, è stato lasciato incompiuto dallo stesso pittore. Nonostante l'incompiutezza dell'opera, pienamente sviluppati sono i sottili giochi ed effetti di luce: luccichii dai gioielli di perle, scintillio sugli oggetti, increspature vivide dei tessuti.